# 원시 엘람
원시 엘람(原始-, Proto-Elamite) 시대 또는 문명은 이란의 역사에서 기원전 3200년경부터 기원전 2700년경 사이의 기간 또는 문명으로, 이 시대는 엘람 제국(2700?~539 BC)의 후대의 수도가 된 수사가 이란고원의 문화의 영향을 받기 시작한 때이다. 고고학적 용어로는 이 시대는 후기 바네시 시대(Late Banesh period)에 해당한다. 원시 엘람 문명은 이란의 가장 오랜 문명으로 인식되고 있으며, 세계에서 가장 오랜 문명으로 기원전 3400년경에 시작된 메소포타미아 남부의 수메르 문명과 대체로 동시대의 문명인데, 수메르 문명은 원시 엘람 문명의 서쪽에 이웃하고 있었다.
원(原) 엘람 문자(Proto-Elamite script) 또는 원시 엘람 문자는 고대의 엘람어를 기록하는데 사용된 청동기 시대 초기의 문자로, 후대에 엘람 쐐기문자가 도입되기 전에 사용된 문자이다. 원 엘람 문자는 아직까지 해독되지 못한 상태이다.

## 지도

기원전 제3천년기(3000~2001 BC)의 고대 근동: 원시 엘람 문명(지도의 "ELAM")과 수메르 문명(지도의 "SUMER")이 나타나 있다

## 같이 보기
- 이란의 역사
- 지로프트 문명